# Psicólogo especialista en Psicología Clínica
La ocupación de psicólogo especialista en Psicología Clínica (abreviado "PEPC") es una especialización sanitaria que se obtiene en España mediante un sistema de residencia de cuatro años en el Sistema Nacional de Salud (Psicólogo Interno Residente, PIR). Este título se creó en diciembre de 1998 mediante el Real Decreto 2490/1998, después de la creación del sistema de residencia, que a nivel nacional se implantó en 1993. 
Como el PIR era anterior al título de especialista, se crearon unas vías transitorias para la obtención del título, a través de las que se le otorgó a unos 7.500 psicólogos, por tanto la mayoría de los psicólogos clínicos que existen no están formados por la vía de la residencia, sino que obtuvieron su título por la vía transitoria tercera, los que habían realizado el PIR, unos 2.500, por la transitoria primera, reguladas por el REAL DECRETO 2490/1998, de 20 de noviembre, por el que se crea y regula el título oficial de Psicólogo Especialista en Psicología Clínica, publicado en el BOE 288, del 2 de diciembre de 1998

## Formación y obtención del título
La formación PIR se desarrolla en los hospitales o centros de salud acreditados para impartir formación especializada. Para el acceso a la formación especializada, los licenciados/graduados en psicología deben realizar el llamado examen PIR, un examen de acceso a la residencia, que algunos denominan de forma errónea "oposición", en el que son examinados de las asignaturas de los 4-5 años del grado. Este examen no otorga una plaza en el SNS, sino solo una plaza para realizar la formación PIR, al finalizar la cual no se obtiene ningún puesto de trabajo.[cita requerida]
Una vez obtenido el título de Psicólogo Especialista en Psicología Clínica, éstos suelen realizar tareas asistenciales en los servicios de psicología y psiquiatría de los hospitales, centros de salud mental comunitarios, centros de atención y estimulación precoz, centros de atención en drogodependencias, hospitales de día, centros de atención primaria, etcétera, del Sistema Nacional de Salud, así como en el ámbito privado.[cita requerida]

## Marco legal
Aunque en teoría el título de psicólogo especialista en Psicología Clínica es el único válido legalmente para ejercer en la Sanidad Pública española, en muchos hospitales hay un número indeterminado de psicólogos realizando funciones de clínico sin tener el título de Especialista en Psicología Clínica, son los denominados PESTOS (psicólogos especialistas sin título oficial). Estos psicólogos obtuvieron la plaza antes de crearse la especialidad, pero, por diversos motivos, no obtuvieron el título, el más habitual no cumplir el requisito de tiempo mínimo trabajando en el SNS
En el ámbito de la práctica privada, la visibilidad de los Psicólogos Especialistas en Psicología Clínica está dificultada debido a que la denominación "psicólogo clínico" se usa , de forma ilegal, como un cajón de sastre y engloba a gran cantidad de psicólogos con una formación y experiencia muy heterogénea, y en algunos casos insuficiente.

## Labor profesional
Las funciones del Psicólogo Especialista en Psicología Clínica son el desarrollo de instrumentos y procedimientos técnicos específicos, empíricamente fundamentados, para la evaluación, el diagnóstico, la prevención y el tratamiento de los trastornos mentales, del comportamiento, emocionales, cognitivos, y relacionales así como para mejorar la comprensión y el abordaje de las repercusiones psicológicas que las enfermedades físicas y sus tratamientos tienen en las personas y en la evolución misma de esas enfermedades. La regulación de la especialidad, funciones así como la formación PIR son reguladas en el BOE por la Orden SAS/1620/2009, del 2 de junio de 2009.